# Лінія тридцятиріччя незалежності Узбекистану
Кільцева лінія (узб. Halqa yo'li) — перша надземна лінія Ташкентського метрополітену. Отримала назву через кільцеву форму.
Будівництво лінії розділене на п'ять етапів:
- Станція метро «Дустлік» — ринок Куйлюк (7 станцій), чергу введено в експлуатацію 30 серпня 2020 року.
- Ринок Куйлюк — станція метро «Олмазор».
- Станція метро «Олмазор» — станція метро «Беруні».
- Станція метро «Беруні» — станція метро «Бодомзор».
- Станція метро «Бодомзор» — станція метро «Дустлік».

За проєктом, повна довжина лінії має скласти 52,1 км. З них 50,5 км прокладуть над землею по естакаді висотою 6 м, і 1,6 км — по землі. Лінія буде складатися з 35 станцій. Очікуваний час проходження всього шляху: 1 година 10 хвилин. Інтервал руху складе в середньому 6 хвилин, середня швидкість — 60 км/год.

## Пересадки
| # | Пересадка на лінію   | На станцію       |
| - | -------------------- | ---------------- |
| 1 | Чилонзорська лінія   | Олмазор          |
| 2 | Узбекистонська лінія | Дустлік Беруні   |
| 3 | Юнусободська лінія   | Бадамзар Жанубій |

Курсивом виокремлені проєктовані пересадки.

## Рухомий склад
Наприкінці вересня 2019 було придбано п'ять нових чотиривагонних потягів «Москва» 81-765/766/767. Загалом для цієї лінії заплановано придбати 45 потягів.